# Fuerza Aérea de Sudán del Sur
La Fuerza Aérea de Sudán del Sur (en inglés: South Sudan Air Force, sigla SSAF), también conocida como Fuerza Aérea Popular de Sudán o Fuerza Aérea de Liberación Popular de Sudán, es la fuerza aérea de las Fuerzas Armadas de Sudán del Sur (SSPDF). La sede se encuentra en el Aeropuerto Internacional de Yuba, en la capital del país, Yuba.

## Historia
El 24 de junio de 2008, la Asamblea Legislativa de Sur de Sudán creó formalmente la Fuerza Aérea de Sudán del Sur, aunque en ese momento no disponía de aviones. La Escuela de Operaciones Especiales de la Fuerza Aérea de los Estados Unidos anunció en julio de 2009 que Sudán del Sur participó en el curso Building Partner Aviation Capacity.  Desde mayo de 2010, el general de división Kuol Dim Kuol fue responsable de la fuerza aérea. 
El 8 de agosto de 2010, el Gobierno de Sudán del Sur incautó un Mil Mi-8, variante del Mi-17 de SudanAir como un primer paso para detener el contrabando de armas en el Sur, unos días antes de la entrega de los primeros SSAF Mi-17. La revista británica Jane's Defence Weekly dijo en septiembre de 2010 que Bloomberg News había informado de que la flota constaba de nueve helicópteros de transporte Mi-17V-5 y uno Mi-17, comprados por un total de 75 millones de dólares a la empresa rusa Helicópteros de Kazán, en un contrato negociado en mayo de 2007 para entregas programadas para comenzar en marzo de 2010. 
El 11 de enero de 2011, el presidente Salva Kiir presentó la nueva fuerza aérea del país en presencia de altos funcionarios del Gobierno de Sudán del Sur (GoSS) y diplomáticos extranjeros. Las Fuerzas Armadas de Sudán del Sur compraron su primer lote de 10 helicópteros Mil Mi-17 a la Asociación de producción de aviones de Kazán, un proveedor ruso, y ordenó aviones desarmados para fines de transporte.
El 13 de septiembre de 2014, seis oficiales militares de la fuerza aérea e ingenieros del Ejército de Liberación Popular de Sudán (SPLA) leales al presidente de Sudán del Sur, Salva Kiir Mayardit, se unieron a los rebeldes o SPLM-IO, diciendo que su decisión de unirse al SPLM/A -en la oposición- es el resultado de la falta de diversidad en el ejército. El personal abandonado del SPLA también dijo que el Gobierno de Sudán del Sur utilizó la fuerza aérea para transportar milicias y soldados regulares del SPLA que participaron en la matanza de civiles inocentes en Juba.
El 25 de noviembre de 2015, el Gobierno de Sudán del Sur lanzó una campaña aérea sobre posiciones rebeldes en un área designada del SPLA-IO en Condado de Mundri de Estado de Ecuatoria Occidental. Se dijo que la Fuerza Aérea de Sudán del Sur desató helicópteros artillados y atacó el área designada de acantonamiento de los rebeldes. La acción fue una violación del acuerdo de alto el fuego y los acuerdos de seguridad firmados por las dos partes (GRSS y SPLA-IO).

## Organización
La fuerza aérea se divide en 2 alas.
- Unidad de Helicópteros 
  - Equipado con Mi-17V-5s, Mi-35s y un Mi-172
- Unidad de Ala Fija
  - Equipado con 2 L-39s

### Fechas clave
- 24 de junio de 2008-Se crea formalmente la Fuerza Aérea de Sudán del Sur.
- Febrero de 2010-primer avión recibido – Beechcraft 1900.
- Diciembre de 2010-primeros helicópteros recibidos-Mi-17.

## Aeronaves y bases

### Inventario actual

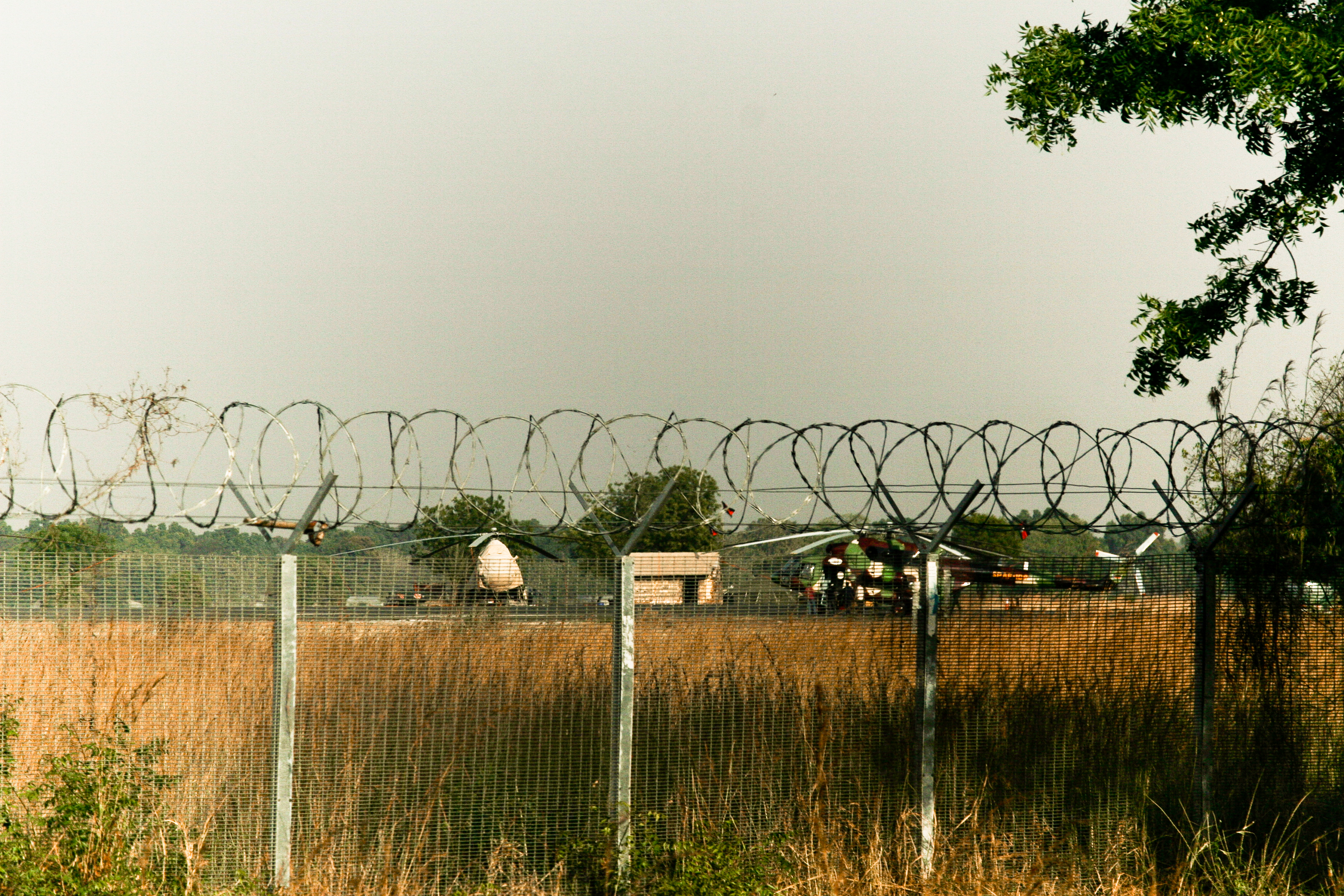
Dos helicópteros SPLA Mi-17 en el aeropuerto de Juba

Es difícil determinar una lista y el número de tipos de aeronaves operadas por la fuerza aérea de Sudán del Sur debido a su secretismo.
| Aeronaves                | Origen          | Tipo                       | Variante          | En servicio | Notas                             |            |
| Transporte               | Transporte      | Transporte                 | Transporte        | Transporte  | Transporte                        | Transporte |
| ------------------------ | --------------- | -------------------------- | ----------------- | ----------- | --------------------------------- | ---------- |
| Antonov An-26            | Unión Soviética | transporte                 |                   | 1           | Un avión se estrello en 2024.     |            |
| Beechcraft 1900          | Estados Unidos  | transporte                 |                   | 1           |                                   |            |
| Helicópteros             |                 |                            |                   |             |                                   |            |
| AgustaWestland AW109     | Italia          | utilidad                   |                   | 2           |                                   |            |
| Mil Mi-17                | Rusia           | VIP / utilidad             | Mi-172 / Mi-17V-5 | 8           | 1 configurado para transporte VIP |            |
| Mil Mi-24                | Rusia           | ataque                     | Mi-35             | 6           |                                   |            |
| Aviones de Entrenamiento |                 |                            |                   |             |                                   |            |
| Aero L-39                | República Checa | entrenador / ataque ligero |                   | 2           |                                   |            |

#### Pedidos de aeronaves 2010-2015
El primer avión se recibió en febrero de 2010, y los primeros helicópteros de un pedido inicial de 10 se recibieron en diciembre de 2010.

### Bases
Sede Central – Base Aérea de Juba.

## Comandantes de la Fuerza Aérea
- 24 de mayo de 2017 – 15 de diciembre de 2017: Charles Lam Chol[12]
- 15 de diciembre de 2017-actualidad: James Kong Kong